# Contratto di assento
Il contratto di assento veniva stipulato da quegli Stati che, non potendo permettersi una flotta propria, noleggiavano navi da armatori privati, i quali le armavano, le comandavano ed eseguivano con esse azioni per lo più belliche, in nome e per conto di chi le aveva noleggiate.
Il termine assento deriva dallo spagnolo asiento, con significato di "arruolamento", ed è un termine marinaresco in uso nelle marinerie militari nei secoli XVI e XVII; il termine è talvolta usato anche per altre forze armate, nel senso più diretto di arruolamento. Tale contratto , corrispondeva in marina a quello (detto assoldo) delle truppe mercenarie in terraferma.